# アイリーン・アドラー

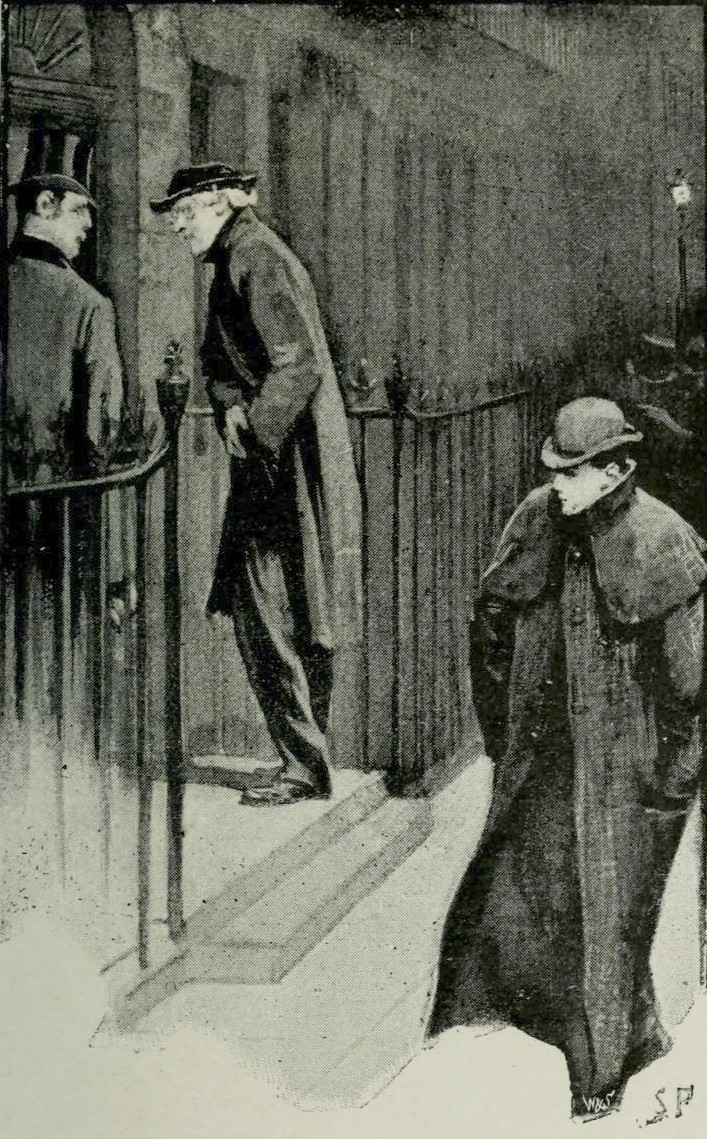
『ボヘミアの醜聞』で男装してベーカー街221Bを訪れるアイリーン・アドラー（画面右、シドニー・パジェット作、ストランド・マガジン掲載時の挿絵）

アイリーン・アドラー（Irene Adler）は、イギリスの小説家アーサー・コナン・ドイルによって発表された推理小説、シャーロック・ホームズシリーズに登場する架空の人物。アメリカ生まれのオペラ歌手で、女山師、機略縦横の女性、ただ一人名探偵を出し抜いた女性などと評される。
アイリーンの登場する短編「ボヘミアの醜聞」の記述によれば、シャーロック・ホームズはアイリーンについて回想する際、彼女のことを常に「あの女性（ひと）」（the woman）と呼ぶ。
56作品発表された短編の第1作目に登場し、知性によって主人公シャーロック・ホームズを翻弄した数少ない人物の一人として、読者の人気も高い。

## 略歴
1858年生まれ、アメリカ・ニュージャージー州出身。後にイギリスへと渡り、ロンドンの「ブライオニ荘」に居住。元オペラ歌手。声域はアルト。現役時代にはスカラ座への出演歴を持つ。 ワルシャワ帝室オペラに所属していた折、当時皇太子であったボヘミア国王と関係を結び、後に国王の結婚が発表された際には、かつて二人で撮影した写真を利用して脅迫を目論んだ。その後、弁護士のゴドフリー・ノートンと結婚し、ヨーロッパを離れる。その結婚式に際して立会人が必要であった二人は、ボヘミア国王の要請によってアイリーンを調査中、彼女達の後を追って偶然その現場へ居合わせたホームズに、そうとは知らず自分達の結婚立会人になる事を依頼した。この件で彼女から礼金として受け取ったソブリン金貨を、ホームズは大切に手元に残している。なお『ボヘミアの醜聞』の冒頭の記述で「The late Irene Adler」とあるため、作品が発表された1891年7月の時点で死亡しているものとされることが多いが、「旧姓」であるという解釈も存在する。

## パスティーシュ作品など
ホームズシリーズの短編第1作に登場し、ホームズと読者に強い印象を残したアイリーンに対し、多くのシャーロキアンは彼女に関する様々な仮説を打ち立てていった。最も大胆な仮説の一つとして、彼女は他ならぬベーカー街221Bの女主人であるハドスン夫人と同一人物ではないか、というものがある。彼女が登場する『ボヘミアの醜聞』では、何故か下宿の女主人はターナー夫人であったことから、そのような推測が生まれた。それは極論として、ホームズが自他ともに認める女嫌いの性癖にもかかわらず、ボヘミア王からいかなる報酬よりも彼女の写真を望んだほど心を動かされた「唯一の女性」との間に、何らかのロマンスを描きたい衝動を、後世の多くの作家達が禁じえなかったのは確かである。幸いにして、アイリーンとゴドフリー・ノートンとの結婚は、ホームズがそう語っているだけで、ワトスンが自ら目撃したものではなかった。そのため、あのジェームズ・モリアーティ教授の実在をいくらでも疑えるのと同じように、パスティーシュ作家達は彼女について以下に見られるような様々な解釈をしている。
『シャーロック・ホームズ ガス燈に浮かぶその生涯』（1987年） - 河出書房文庫
W・S・ベアリング＝グールドによる仮想ホームズ伝。ここでは、アイリーンはホームズとの間に男児をもうけたことになっている。彼はやがて長じて父親と同じ職業に就き、ネロ・ウルフの仮名で活動した、とベアリング＝グールドは主張するのだが、レックス・スタウトはこれを否定しなかった。
『冬のさなかに　ホームズ2世最初の事件』（1996年） -  創元推理文庫
アビイ・ペン・ベイカーによる、ホームズとアイリーンとの間に生まれた娘、マール・アドラー・ノートンを主人公とした小説。終盤でホームズと対面することとなるが、表向きの実父はゴドフリー・ノートンとなっており、ホームズもマールが自分の娘であると気付くまでは、彼女の存在を知らされていなかった。
『名探偵コナン』（1994年 - 連載中） - 灰原哀
推理漫画。登場人物の科学者・宮野志保の「灰原哀」という偽名は、原作中ではコーデリア・グレイとV・I・ウォーショースキーから取られているとされていたが、2014年、アイリーン・アドラーから取られていることが作者より公言された。
『名探偵コナン　ベイカー街の亡霊』（2002年）
アニメ映画。ここでは、1888年という設定の場面で彼女（アルト歌手）が、ソプラノのアリア「歌に生き、愛に生き」（プッチーニ作の歌劇『トスカ』（1899年完成）より）を唄っている。登場する仮想体感ゲーム機「コクーン」の監修を行った工藤優作と阿笠博士の茶目っ気か、その姿は優作の妻・有希子のものとなっている。
『おやすみなさい、ホームズさん （アイリーン・アドラーの冒険）』「Good Night, Mr. Holmes」（1990年、日本語翻訳2011年11月） - 東京創元社
上 ISBN 978-4488223038 、下 ISBN 978-4488223045
キャロル・ネルソン・ダグラス著。
アイリーンを探偵役に据えたシリーズ。ホームズ物と同様にワトソン役となるペネロピーの視点から執筆されている。
Good Morning Irene、Irene at Large、Irene's Last Waltz、Chapel Noir、Castle Rouge、Femme Fatale、Spider Dance とシリーズを重ねている。
『SHERLOCK』
2010年からBBCが制作しているドラマ作品。本作のシーズン2第一話でアイリーンが初登場。「SMプレイの女王」という設定で登場し、接客した「高貴なお方」の秘密を握ったことで英国王室にパワーゲームを仕掛け、依頼を受けたシャーロックと対峙する。
Sherlock, Arsène & Io
（イタリアの作家Irene Adler（作家Alessandro Gattiの変名。ただし、第14作のIn cerca di Anastasia からは Irene M. Adler でM. はMila、アイリーン・アドラーの養女という体裁になっている）による児童向けシリーズ。幼少期からのシャーロック・ホームズ、アルセーヌ・リュパン、アイリーン・アドラーの活躍を描いたもの。2011年11月以来23冊（＋別巻1＜ホームズもの4長編それぞれの要約版＞）刊行されている＜2020年8月現在＞）
『シャーロックホームズ』（NHK人形劇、2014－2015年）
寄宿学校を舞台にしたこのシリーズでは、アイリーンは保健教諭という設定で、美しくて優しく、多くの男子生徒や男性教師から注目されている。またホームズに勝るとも劣らない知性の持ち主で、ホームズも彼女には一目置くと同時に、思春期の少年らしい思慕を募らせたりもする。『ボヘミアの醜聞』を原作とした「困った校長先生の冒険」で初登場し、その後ホームズの事件解決の手助けをするようになる。
『エレメンタリー ホームズ&ワトソン in NY』
2012年からCBSが制作しているドラマ作品。本作のシーズン1にて主人公、シャーロック・ホームズの元恋人として登場する。聡明で才能ある女流画家であり、似た者同士だったホームズと心を通わせるが、物語開始前にモリアーティに殺害されてしまい、ホームズは心の傷から薬物に依存するようになったという設定だった。シーズン1終盤で記憶喪失の状態で発見されるが、モリアーティの正体こそがアイリーンであることが判明する。本来は殺すつもりで近づいたホームズを愛してしまい死を偽装するが、薬物中毒となったホームズへの罪悪感やワトソンへの嫉妬から再び姿を現し、ホームズの命を狙った配下を殺したために正体を悟られる。その後、ホームズに敗北することとなり逮捕された。